# امبر بردلی
امبر بردلی (انگلیسی: Amber Bradley; ۱۹ مهٔ ۱۹۸۰ – ) قایقران روئینگ اهل استرالیا بود. وی بین سال‌های ۱۹۹۵ تا ۲۰۰۸ میلادی فعالیت می‌کرد.
وی در مسابقات کشوری و بین‌المللی در مجموع برندهٔ ۲ مدال طلا، ۳ مدال برنز شده‌است.